# Juan Manuel López (político argentino)
Juan Manuel López (Saladillo, 16 de septiembre de 1983) es un abogado y político argentino. Es Diputado de la Nación por la Provincia de Buenos Aires, presidente del bloque de diputados de la Coalición Cívica.
A lo largo de su trayectoria ha estudiado y trabajado en cuestiones de derecho constitucional, parlamentario y electoral a través de distintas responsabilidades a cargo en la Cámara de Diputados de la Nación y en el partido Coalición Cívica ARI.

## Biografía
Nació en la ciudad de Saladillo (Buenos Aires) en 1983. Realizó sus estudios secundarios en la Escuela Agrotécnica Salesiana - “Carlos M. Casares “de donde egresó en 2001 como Bachiller con orientación en Bienes y Servicios y Técnico en Producción Agropecuaria. Luego se graduó de abogado en la Facultad de Derecho de la Universidad de Buenos Aires. Además, es egresado del Programa en Liderazgo y Análisis Político del Centro de Investigación y Acción Social (CIAS), a cargo del sacerdote jesuita Rodrigo Zarazaga.
Entre el 2011 y 2017 fue asesor de Elisa Carrió e integrante del equipo de asesores. Ocupó diversos cargos partidarios en la Coalición Cívica ARI: Presidente del Congreso Distrital de la Ciudad de Buenos Aires (2017 – 2020); Interventor de la Coalición Cívica ARI provincia de Buenos Aires (2016-2017); Presidente de la Junta Electoral, distrito Ciudad de Buenos Aires (2010 – 2012); Congresal Nacional partidario (2014-2016, 2017- 2018 y 2020-2022); Congresal Distrital del partido Coalición Cívica ARI Ciudad de Buenos Aires (2014-2016, 2017- 2018 y 2020-2022).
Es apoderado partidario en la CABA, desde el año 2013 . Además, también fue Coapoderado de las Alianzas, Juntos por el Cambio Orden Nacional y CABA (2019), Vamos Juntos CABA (2017) y de Cambiemos Orden Nacional y CABA (2015).

## Diputado de la Nación (2017-2021)
En las Elecciones legislativas de Argentina de 2017 fue candidato a diputado nacional por la Ciudad de Buenos Aires en Alianza Vamos Juntos. La misma fue encabezada por Elisa Carrió, siendo la lista más votada con el 50.93% de los votos. De esa manera, Juan Manuel López fue elegido diputado de la Nación para cumplir mandato entre 2017 y 2021.
Desde el año 2020 y hasta la actualidad, preside el bloque de Diputados Nacionales de la Coalición Cívica ARI que integra el interbloque de Juntos por el Cambio en la Cámara de Diputados de la Nación.

## Diputado de la Nación (2021-2025)
En las Elecciones legislativas de Argentina de 2021, consiguió renovar su banca al integrar la lista de candidatos a diputados nacionales por la Provincia de Buenos Aires de Juntos, encabezada por Diego Santilli. Esa alianza se impuso como la lista ganadora alcanzando casi el 40% de los votos.
Actualmente, integra las siguientes comisiones de la Cámara de Diputados de la Nación Argentina: Juicio Político, Asuntos Constitucionales, Comercio, Finanzas, Industria, Energía y Combustibles, Minería, Defensa Nacional y Peticiones, Poderes y Reglamento.